# Schwedische Division 1 (Eishockey) 1954/55
Die Saison 1954/55 war die elfte Spielzeit der Division 1 als höchster schwedischen Eishockeyspielklasse. Meister wurde zum insgesamt vierten Mal in der Vereinsgeschichte Djurgårdens IF. Brynäs IF, AIK Solna, Västerås IK und IFK Stockholm stiegen in die zweite Liga ab.

## Modus
In der Hauptrunde wurde die Liga in zwei Gruppen (Nord und Süd) eingeteilt. Jede der sechs Mannschaften pro Gruppe absolvierte insgesamt zehn Spiele. Die beiden Gruppensieger trafen im Meisterschaftsfinale aufeinander. Die beiden Letztplatzierten jeder Gruppe stiegen direkt in die zweite Liga ab. Für einen Sieg erhielt jede Mannschaft zwei Punkte, bei einem Unentschieden gab es einen Punkt und bei einer Niederlage null Punkte.

## Hauptrunde

### Gruppe Nord
|    | Klub        | Sp | S | U | N | T  | GT | Punkte |
| -- | ----------- | -- | - | - | - | -- | -- | ------ |
| 1. | Hammarby IF | 10 | 6 | 1 | 3 | 40 | 23 | 13     |
| 2. | Gävle GIK   | 10 | 5 | 2 | 3 | 42 | 28 | 12     |
| 3. | Leksands IF | 10 | 5 | 1 | 4 | 48 | 36 | 11     |
| 4. | IK Göta     | 10 | 5 | 1 | 4 | 40 | 39 | 11     |
| 5. | Brynäs IF   | 10 | 5 | 0 | 5 | 25 | 46 | 10     |
| 6. | AIK Solna   | 10 | 1 | 1 | 8 | 24 | 47 | 3      |

Sp = Spiele, S = Siege, U = Unentschieden, N = Niederlagen

### Gruppe Süd
|    | Klub           | Sp | S  | U | N | T  | GT  | Punkte |
| -- | -------------- | -- | -- | - | - | -- | --- | ------ |
| 1. | Djurgårdens IF | 10 | 10 | 0 | 0 | 83 | 16  | 20     |
| 2. | Södertälje SK  | 10 | 8  | 0 | 2 | 67 | 37  | 16     |
| 3. | Grums IK       | 10 | 4  | 1 | 5 | 41 | 39  | 9      |
| 4. | IFK Bofors     | 10 | 3  | 2 | 5 | 41 | 40  | 8      |
| 5. | Västerås IK    | 10 | 3  | 0 | 7 | 38 | 60  | 6      |
| 6. | IFK Stockholm  | 10 | 0  | 1 | 9 | 27 | 105 | 1      |

Sp = Spiele, S = Siege, U = Unentschieden, N = Niederlagen

## Meisterschaftsfinale
- Djurgårdens IF – Hammarby IF 6:3/11:2